# Lista de títulos internacionais de clubes uruguaios de futebol
Esta é uma lista de clubes uruguaios de futebol que foram campeões de títulos oficiais internacionais organizados pela FIFA ou CONMEBOL.
O futebol uruguaio possui 18 consquistas internacionais de clubes, sendo até então o terceiro país da América do Sul com o maior número de títulos.

## Títulos por equipe
- Nacional: 9 títulos
  - Copa Intercontinental: 3 (1971, 1980, 1988)
  - Copa Interamericana: 2 (1971, 1988)
  - Copa Libertadores da América: 3 (1971, 1980, 1988)
  - Recopa Sul-Americana: 1 (1989)

- Peñarol: 9 títulos
  - Copa Intercontinental: 3 (1961, 1966, 1982)
  - Recopa dos Campeões Intercontinentais: 1 (1969)
  - Copa Libertadores da América: 5 (1960, 1961, 1966, 1982, 1987)

## Tabela de títulos por equipe
| Clube    | Cidade     | Total | Títulos                                                                  |
| -------- | ---------- | ----- | ------------------------------------------------------------------------ |
| Nacional | Montevidéu | 9     | 3 Copa Intercontinental, 2 Copa Interamericana, 3 Libertadores, 1 Recopa |
| Peñarol  | Montevidéu | 9     | 3 Copa Intercontinental, 1 Recopa Intercontinental, 5 Libertadores       |